# Punta della Dogana
Punta della Dogana este un muzeu de artă organizat în vechea clădire vamală din Veneția, Dogana da Mar. Ea se referă, de asemenea, la zona triunghiulară din Veneția, în care Canal Grande întâlnește Canalul Giudecca, precum și la colecția sa de clădiri: Bazilica Santa Maria della Salute, Seminarul Patriarhal din Veneția și Dogana da Mar la vârful triunghiului.

## Geografie și istorie

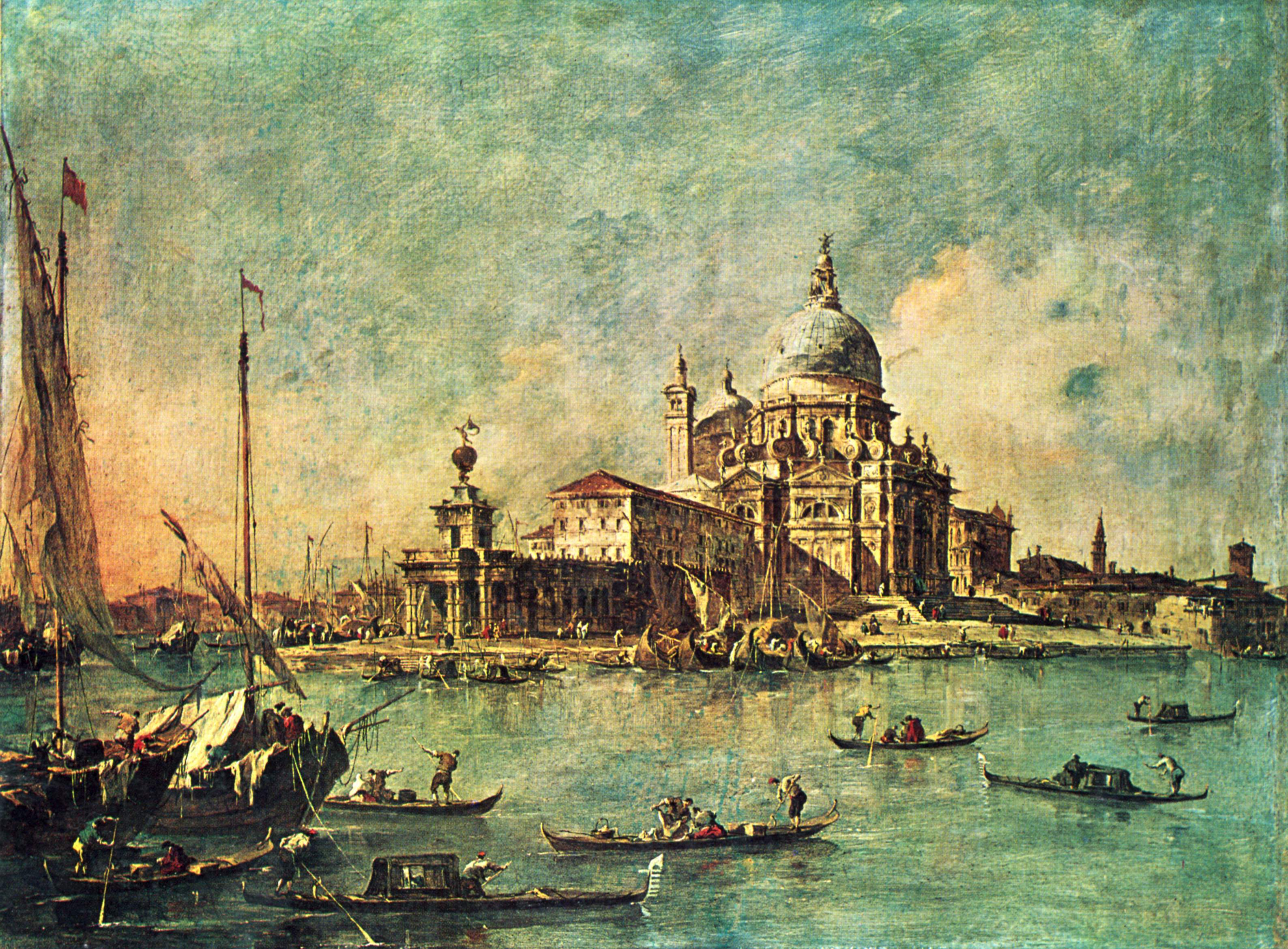
Vedere a Puntei della Dogana de Francesco Guardi, c. 1782

Punta della Dogana este situată între Canal Grande și Canalul Giudecca la capătul unei insule din sestiere Dorsoduro. Acolo se află una lângă cealaltă Dogana da Mar, Seminarul Patriarhal și Bazilica Santa Maria della Salute. Ea este în diagonală cu Piața San Marco.
Acest punct a fost folosit pentru andocare și operațiuuni vamale încă de la începutul secolului al XV-lea. Structurile temporare construite pentru stocarea mărfurilor și pentru birourile funcționarilor vamali au fost înlocuite cu Punta della Dogana, a cărei construcție a început în 1677.

## Dogana da Mar

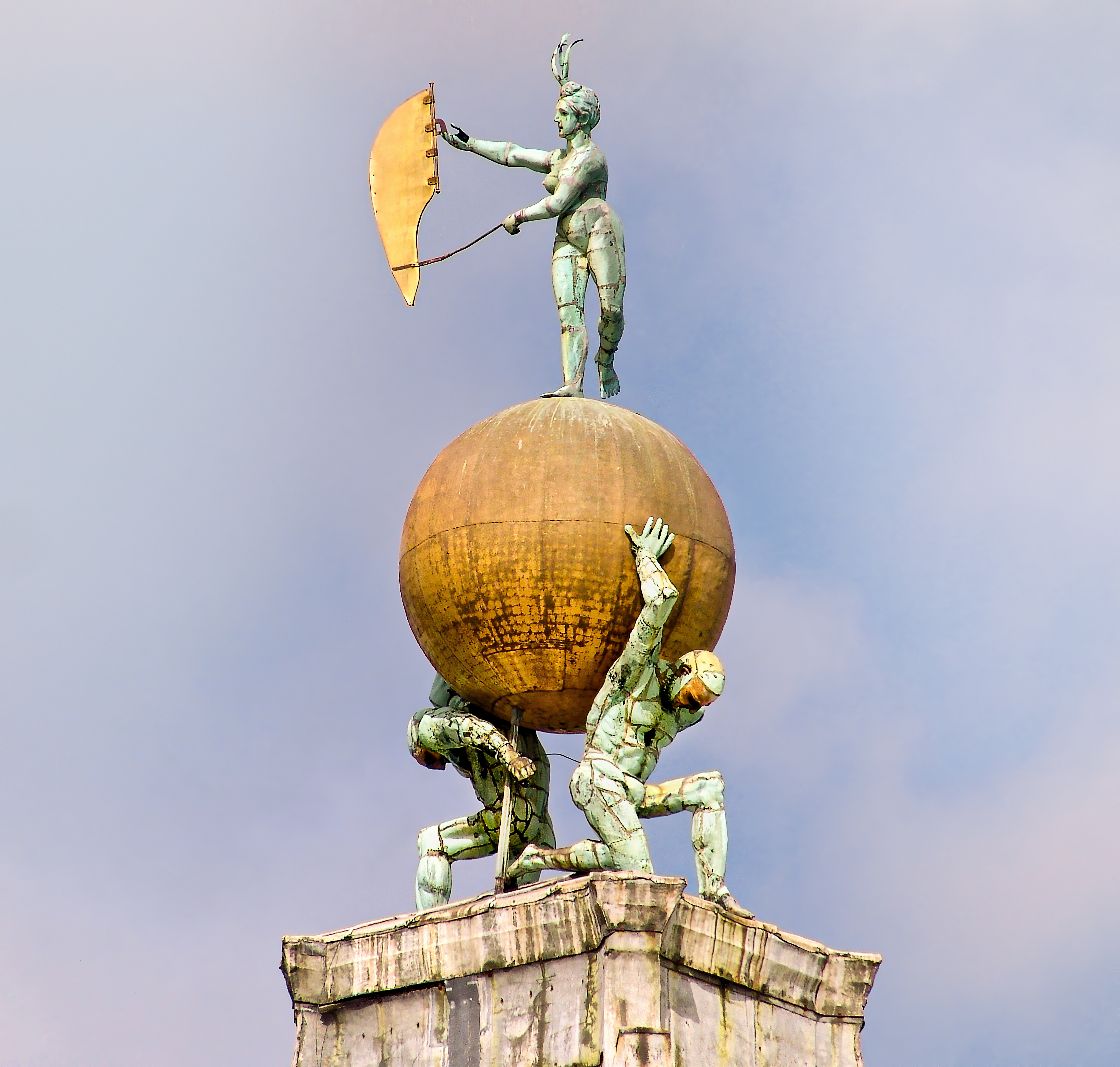
Sculptura din vârful clădirii Dogana

Muzeul de artă este adăpostit în și în jurul clădirii Dogana da Mar.T A fost construită între 1678 și 1682 ca o clădire vamală. Stilurile arcadelor reflectă construcția în diferite epoci. În vârful clădirii se află statuile lui Atlas, construite pentru a reprezenta supremația Republicii Venețiene. Cei doi sclavi susțin un glob auriu pe care stă Fortuna lui Giuseppe Benoni. Statuia din secolul al XVII-lea este învârtită de vânt. Ultima renovare a clădirii a fost realizată de Alvise Pigazzi în 1838.

### Restaurare
Clădirea a fost restaurată de către Tadao Ando din ianuarie 2008 până în martie 2009, lucrările fiind finanțate de François Pinault, un miliardar și colecționar de artă francez. El a semnat o înțelegere de 33 de ani cu orașul Veneția. Clădirea era pustie de zeci de ani, după ce planurile de a o transforma în apartamente sau într-un hotel au eșuat. Exteriorul din cărămidă cu stucaturi al Dogana da Mar a fost restaurat fără adaosuri și este singura parte din structura originală stângă rămasă intactă. Imperfecțiunile cosmetice și stucatura au fost reparate, iar zonele șubrede au fost armate cu ancore din oțel inoxidabil, rămânând expuse vederii zonele cu căramidă vizibilă. Interioarele au rămas goale, fără tratament de suprafață, iar unele cărămizi au fost înlocuite. Încăperile împărțite în ultimele două secole au fost înlocuite cu săli paralele, rectangulare. Acoperișul a fost înlocuit cu un acoperiș similar cu frontoane din lemn și cu lucarne adăugate. Noile podele sunt confecționate din beton lustruit, fiind acoperite în unele locuri cu linoleum. Frank Peter Jäger a numit aceste suprafețe netede marca Ando, împreună cu corpuri de sticlă și oțel care intră în conflict cu neregulile brute ale pereților neterminați. El a adăugat că, pentru Ando, această combinație "simbolizează unirea trecutului, prezentului și viitorului", respectiv a clădirii, a arhitecturii sale și a artei din interiorul acesteia. Ando a vrut să facă intrarea de vest din plăci de beton, dar autoritățile orășenești s-au opus. În total, renovarea a costat 20 de milioane de euro. Exibart-ul Jacquelinei Ceresoli a descris clădirea ca având "suflet industrial și minimalist", cu pereți din cărămidă roșie.
|                                             |
| Interiorul Punta della Dogana după renovare |

| |
| Punta della Dogana, în locul în care se intersectează Dogana da Mar, Canal Grande și Canalul Giudecca Canal |

|                   |
| Intrarea în muzeu |

## Expoziții

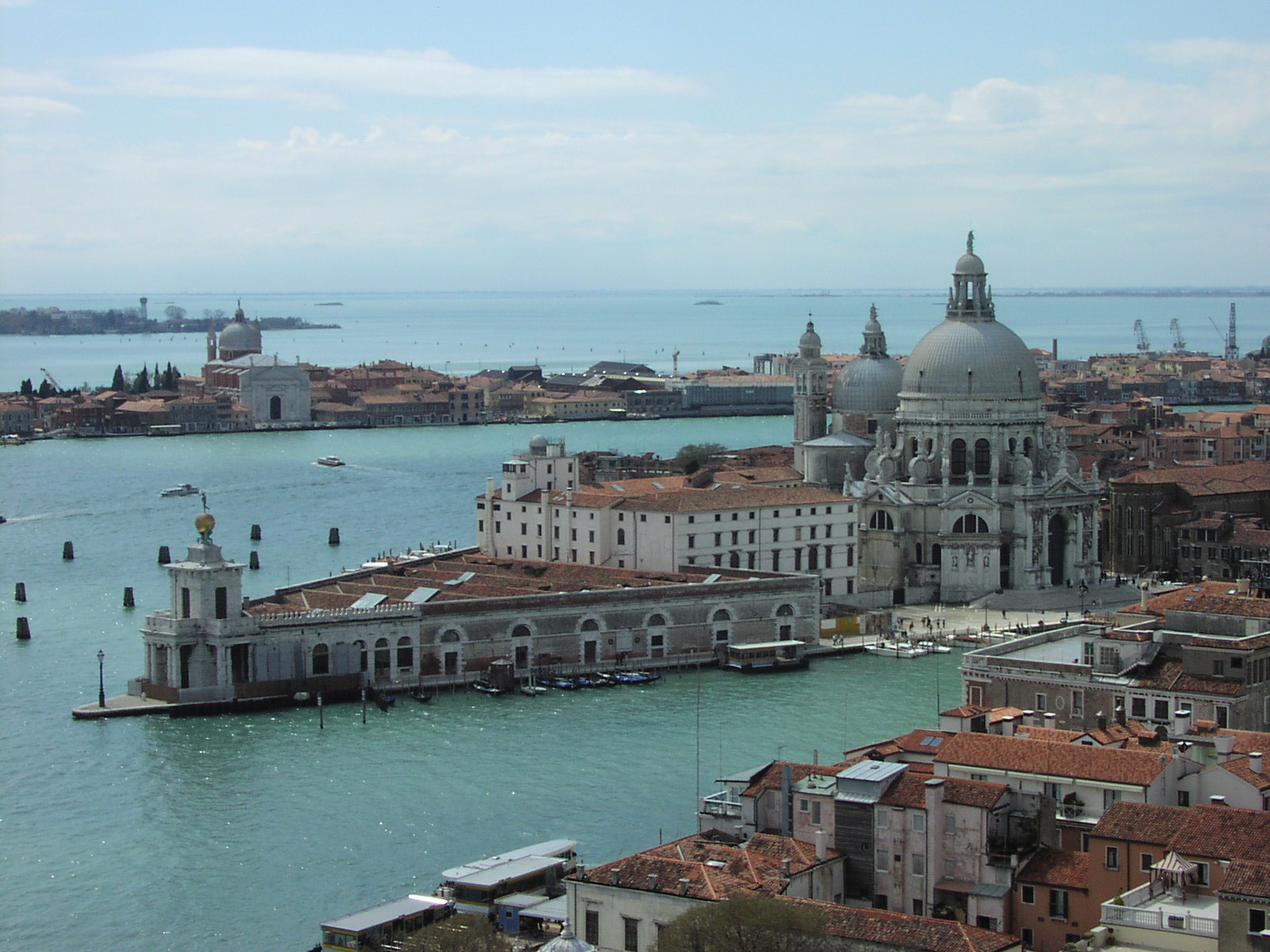
Vedere a Puntei della Dogana în 2005, înspre sud-vest, cu felinarul la capăt

Complex-ul Elisei Carmichael a numit expoziția Prima Materia a celor aproximativ 80 de lucrări din Colecția Pinault de la Punta della Dogana un "spectacol obligatoriu de văzut" al Bienalei de la Veneția din 2013. Exibart-ul Jacquelinei Ceresoli a avut laude similare pentru spectacol.
Pinault i-a comandat lui Charles Ray o statuie pentru capătul Puntei della Dogana după primirea aprobării municipalității pentru a deschide muzeul. Ray a făcut un băiat înalt de 2,4 metri care ține o broască de picior proiectată ca o sculptură publică numită Băiatul cu broasca. Permisul pentru amplasarea sculpturii trebuia să fie negociat de patru ori pe an. Băiatul cu broasca a fost inițial învelit după deschiderea muzeului în iulie 2009, în urma unor proteste publice. Municipalitatea a mutat statuia la începutul anului 2013, înlocuind-o statuia cu o reproducere a felinarului aflat odinioară acolo. Purtătorul de cuvânt al primăriei a declarat că instalarea sculpturii era prevăzută să fie temporară. Ray a refuzat oferta de a muta sculptura la Palazzo Grassi, optând pentru a pune sculptura într-un depozit. Curatorul independent Francesco Bonami a scris în La Stampa că înlăturarea statuii a fost un gest de "lașitate administrativă", iar felinarul reprezenta "întunericul cultural".